# Nærøy
Nærøy é uma comuna da Noruega, com 1 065 km² de área e 5 240 habitantes (censo de 2004).